# Ctimene
Ctimene är ett släkte av fjärilar. Ctimene ingår i familjen mätare.

## Bildgalleri

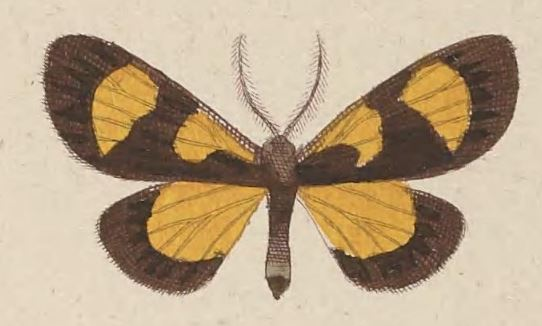
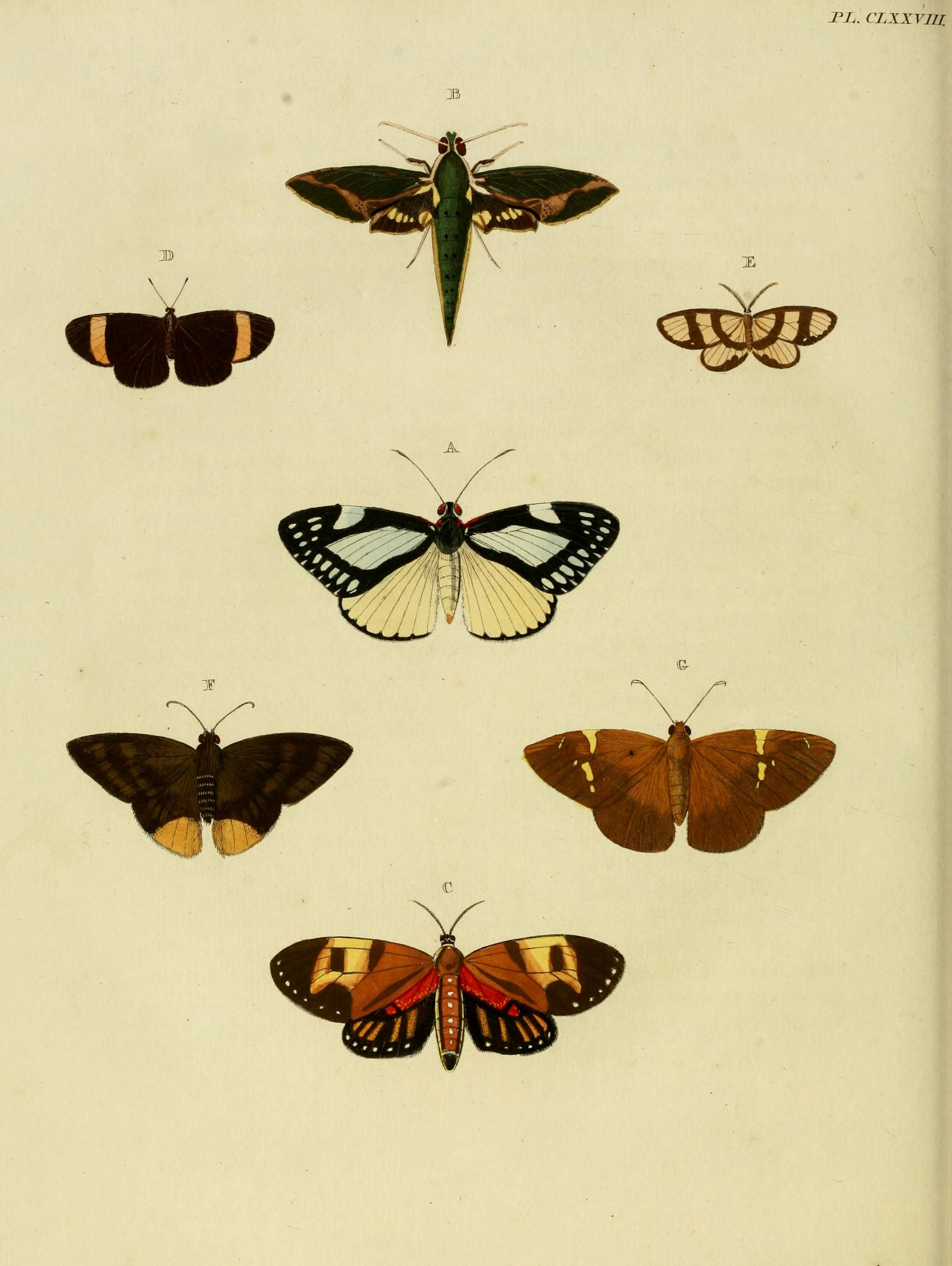
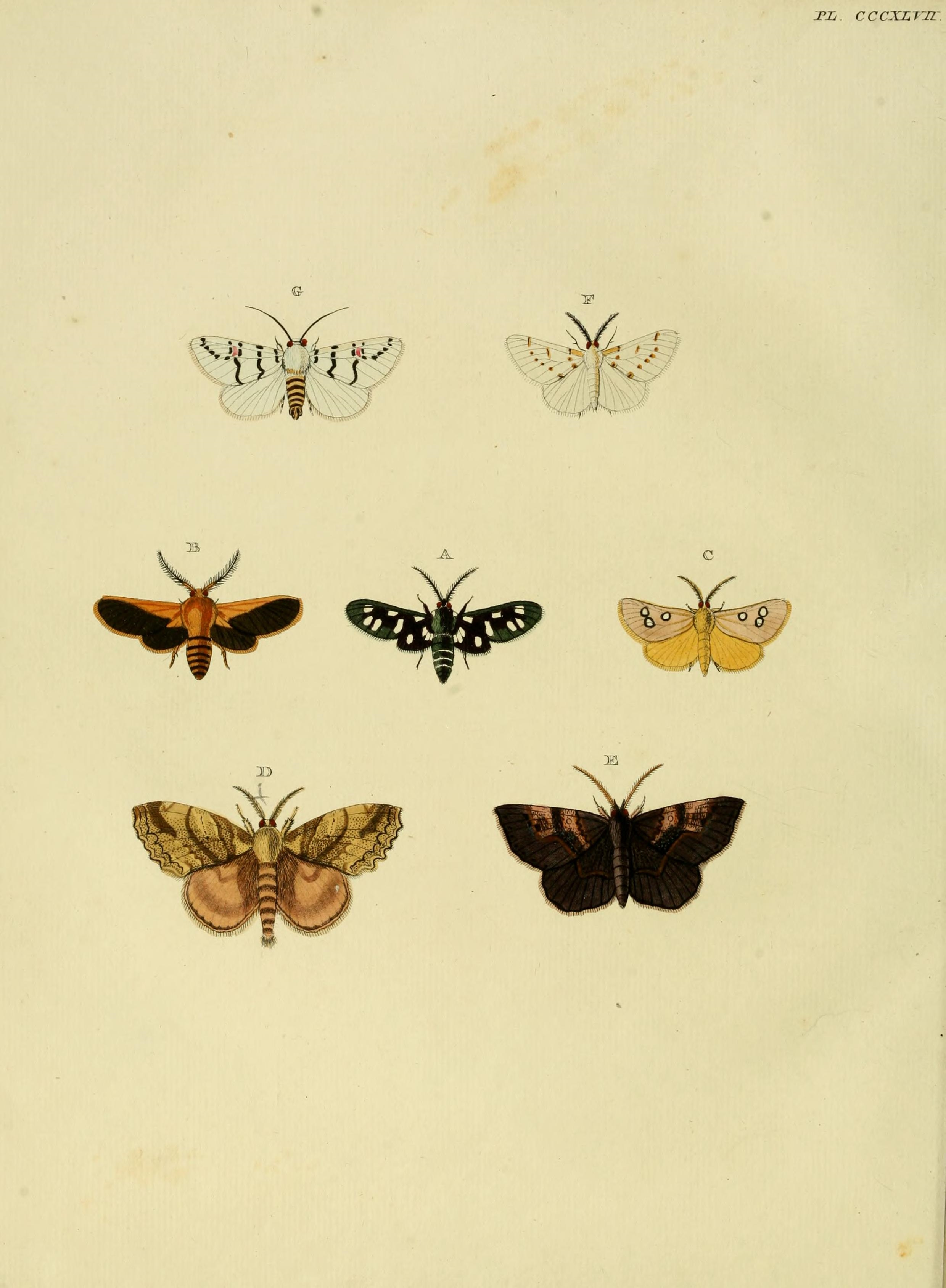

## Dottertaxa tillCtimene, i alfabetisk ordning[1]
- Ctimene abasalis
- Ctimene albicolor
- Ctimene albifrons
- Ctimene albilunata
- Ctimene alboguttata
- Ctimene arybasa
- Ctimene aurinata
- Ctimene basistriga
- Ctimene bistrigata
- Ctimene brachypus
- Ctimene carens
- Ctimene colenda
- Ctimene concinna
- Ctimene conjunctiva
- Ctimene contracta
- Ctimene deceptrix
- Ctimene dependens
- Ctimene detecta
- Ctimene excellens
- Ctimene fidonioides
- Ctimene flavannulata
- Ctimene flavifrons
- Ctimene fulvimacula
- Ctimene hieroglyphica
- Ctimene hyaloplaga
- Ctimene hysginospila
- Ctimene intercisa
- Ctimene interruptata
- Ctimene interspilata
- Ctimene invadens
- Ctimene inversa
- Ctimene lativitta
- Ctimene magata
- Ctimene minor
- Ctimene nocturnignis
- Ctimene oblongata
- Ctimene obnubilata
- Ctimene obsoleta
- Ctimene ocreata
- Ctimene oppositata
- Ctimene percurrens
- Ctimene perdica
- Ctimene piepersiata
- Ctimene placens
- Ctimene plagiata
- Ctimene pyrifera
- Ctimene quadripartita
- Ctimene radicata
- Ctimene restricta
- Ctimene rubropicta
- Ctimene salamandra
- Ctimene septemnotata
- Ctimene spilognota
- Ctimene splendida
- Ctimene suspensa
- Ctimene synestia
- Ctimene tenebricosa
- Ctimene tricinctaria
- Ctimene trispilata
- Ctimene truncata
- Ctimene unifascia
- Ctimene vacuata
- Ctimene wallacei
- Ctimene velata
- Ctimene vestigiata
- Ctimene xanthomelas